# Festival de la Canción de Eurovisión Junior 2007
El V Festival de Eurovisión Junior se celebró el 8 de diciembre en el estadio Ahoy de la ciudad de Róterdam (Países Bajos) y fue presentado por Sipke Jan Bousema y Kim-Lian van der Meij.
El país anfitrión fue elegido por la UER, el 13 de julio de 2006, y la ciudad anfitriona se anunció el 11 de septiembre de ese mismo año. La radiodifusora AVRO ganó los derechos para ser la sede del concurso, superando a las candidaturas de la croata HRT (que finalmente no participó en el certamen) y de la chipriota CyBC. El presupuesto total para la realización del concurso se estimó por sobre los € 2.000.000.
Hubo cambios en relación con la edad mínima de los participantes, la cual se modificó de 8 a 10 años. La edad máxima se mantuvo en 15 años.
La máxima favorita, el grupo Arevik representante de Armenia, terminaría quedando 2.º a un punto del vencedor, el bielorrusio Alexey Zhigalkovich, con la canción "S druzyami" y 137 puntos (incluyendo 3 puntuaciones máximas). El podio lo acompletó Nevena Božović con la canción "Piši Mi" representando a Serbia. Este festival fue el primero (y hasta ahora único) en que 2 canciones del top 3 no reciben puntos de todos los países: Bielorrusia y Armenia, siendo el primero hasta ahora el único ganador que no es puntuado por todos (no lo votó Chipre), mientras que el país caucásico es el primer país ubicado en 2.º lugar que no es puntuado por más de un país (no lo votaron 4: Portugal, Macedonia, Malta, Lituania). También fue el festival con la menor cantidad de canciones votadas por todos: 2 (Serbia que quedó 3.º y Rusia, 6.º)

## Países participantes
De los 16 fundadores, en esta edición participan nueve de ellos: Bélgica, Bielorrusia, Chipre, Grecia, Macedonia, Malta, Países Bajos, Rumanía y Suecia.
Los debutantes de esta edición fueron Armenia, Bulgaria, Georgia y Lituania.
El país decimoctavo iba a ser Bosnia y Herzegovina, pero más tarde, confirmó su retirada.

### Canciones y selección
Los participantes de esta edición fueron los siguientes:
| País y TV         | Título original de la canción | Artista                                |
| País y TV         | Traducción al español         | Idiomas                                |
| ----------------- | ----------------------------- | -------------------------------------- |
| Armenia AMPTV     | "Erazanq"                     | Arevik                                 |
| Armenia AMPTV     | Sueña                         | Armenio                                |
| Bélgica VRT       | "Anders"                      | Trust                                  |
| Bélgica VRT       | Diferente                     | Neerlandés                             |
| Bielorrusia BTRC  | "S Druzyami"                  | Alexey Zhigalkovich                    |
| Bielorrusia BTRC  | Con amigos                    | Ruso                                   |
| Bulgaria BNT      | "Bonbolandiya"                | Bon-Bon                                |
| Bulgaria BNT      | Bombonlandia                  | Búlgaro                                |
| Chipre CyBC       | "I Musiki Dini Ftera"         | Yiorgos Ioannides                      |
| Chipre CyBC       | La música da alas             | Griego                                 |
| Georgia GPB       | "Odelia Ranuni"               | Mariam Romelashvili                    |
| Georgia GPB       | Es extraña                    | Georgiano                              |
| Grecia ERT        | "Kapou Mperdeftika"           | Made In Greece                         |
| Grecia ERT        | Confundida                    | Griego                                 |
| Lituania LRT      | "Kai Miestas Snaudžia"        | Lina Jurevičiūtė (Lina Joy)            |
| Lituania LRT      | Cuando duerme la ciudad       | Lituano                                |
| Macedonia MKRTV   | "Ding Ding Dong"              | Rosica Kulakova & Dimitar Stojmenovski |
| Macedonia MKRTV   | -                             | Macedonio                              |
| Malta PBS         | "Music"                       | Cute                                   |
| Malta PBS         | Música                        | Inglés                                 |
| Países Bajos AVRO | "Adem In, Adem Uit"           | Lisa, Amy & Shelley                    |
| Países Bajos AVRO | Inspira, expira               | Neerlandés                             |
| Portugal RTP      | "Só Quero é Cantar"           | Jorge Leiria                           |
| Portugal RTP      | Solo quiero cantar            | Portugués                              |
| Rumanía TVR       | "Sha-la-la"                   | 4Kids                                  |
| Rumanía TVR       | -                             | Rumano                                 |
| Rusia RTR         | "Otlichnitsa"                 | Alexandra Golovchenko                  |
| Rusia RTR         | Estudiante modelo             | Ruso                                   |
| Serbia RTS        | "Piši Mi"                     | Nevena Božović                         |
| Serbia RTS        | Escríbeme                     | Serbio                                 |
| Suecia TV4        | "Nu Eller Aldrig"             | Frida Sandén                           |
| Suecia TV4        | Ahora o nunca                 | Sueco                                  |
| Ucrania NTU       | "Urok Hlamuru"                | Ilona Galitskaya                       |
| Ucrania NTU       | Lección de glamour            | Ucraniano                              |

### Países Retirados
- Croacia: Decidió retirarse, debido a qué no emitió en directo, en la edición anterior.
- España: A pesar de sus buenos resultados, decidió retirarse, debido a qué Javier Pons (exdirector de RTVE), "fomenta estereotipos qué no compartimos" y también por la explotación a la qué sé someten los niños.

## Resultados
| N.º | País            | Artista                                   | Canción               | Lugar | Puntos |
| --- | --------------- | ----------------------------------------- | --------------------- | ----- | ------ |
| 01  | Georgia         | Mari Romelashvili                         | Odelia Ranuni         | 4     | 116    |
| 02  | Bélgica         | Trust                                     | Anders                | 15    | 19     |
| 03  | Armenia         | Arevik                                    | Erazanq               | 2     | 136    |
| 04  | Chipre          | Yiorgos Loannides                         | I Mousiki Dinei Ftera | 14    | 29     |
| 05  | Portugal        | Jorge Leiria                              | Só Quero é Cantar     | 16    | 15     |
| 06  | Rusia           | Alexandra Golovchenko                     | Otlichnitsa           | 6     | 105    |
| 07  | Rumania         | 4Kids                                     | Sha La La             | 10    | 54     |
| 08  | Bulgaria        | Bon Bon                                   | Bonbolandia           | 7     | 86     |
| 09  | Serbia          | Nevena Božović                            | Piŝi Mi               | 3     | 120    |
| 10  | Países Bajos    | Lisa, Amy & Shelley                       | Adem In, Adem Uit     | 11    | 39     |
| 11  | Macedonia (ARY) | Rosica Pilavkovikj y Dimitar Stojmenovski | Ding Ding Dong        | 5     | 111    |
| 12  | Ucrania         | Ilona Galitskaya                          | Urok Glamuru          | 9     | 56     |
| 13  | Suecia          | Frida Sandén                              | Nu Eller Aldrig       | 8     | 83     |
| 14  | Malta           | Cute                                      | Music                 | 12    | 37     |
| 15  | Grecia          | Made In Greece                            | Kapou Berdeftika      | 17    | 14     |
| 16  | Lituania        | Lina Jurevičiūtė                          | Kai Miestas Snaudžia  | 13    | 33     |
| 17  | Bielorrusia     | Alexey Zhigalkovich                       | S Druzyami            | 1     | 137    |

### Votación

#### Portavoces
| - Armenia - Ani Sahakyan - Bélgica - Bab Buelens - Bielorrusia - Alexander Rogachevskiy - Bulgaria - Lyubomir Hadjiyski - Chipre - Natalie Michael - Georgia - Nino Epremidze - Grecia - Chloe Sofía Boleti (Representante de Grecia en la edición anterior) - Lituania - Indre Grikstelyte - Macedonia (A.R.Y) - Mila Zafirovic - Malta - Sophie Debattista (Representante de Malta en la edición anterior) | - Países Bajos - Kimberly Nieuwenhuizen (Representante de Países Bajos en la edición anterior) - Portugal - Clara Pedro - Rumania - Iulia Ciobanu - Rusia - Marina Knyazeva - Serbia - Andelija Eric - Suecia - Molly Sandén (Representante de Suecia en la edición anterior) - Ucrania - Assol Gumenyuk (Portavoz de Ucrania en la edición anterior) |  |

#### Tabla de puntuaciones
| ......Participante.....                                                | Pts. | Bandera de Georgia | Bandera de Bélgica | Bandera de Armenia | Bandera de Chipre | Bandera de Portugal | Bandera de Rusia | Bandera de Rumania | Bandera de Bulgaria | Bandera de Serbia | Bandera de los Países Bajos | Bandera de Macedonia del Norte | Bandera de Ucrania | Bandera de Suecia | Bandera de Malta | Bandera de Grecia | Bandera de Lituania | Bandera de Bielorrusia |
| ---------------------------------------------------------------------- | ---- | ------------------ | ------------------ | ------------------ | ----------------- | ------------------- | ---------------- | ------------------ | ------------------- | ----------------- | --------------------------- | ------------------------------ | ------------------ | ----------------- | ---------------- | ----------------- | ------------------- | ---------------------- |
| Georgia                                                                | 116  |                    | 4                  | 12                 | 10                | 4                   | 8                | 4                  | 5                   | 0                 | 6                           | 5                              | 8                  | 5                 | 10               | 8                 | 10                  | 5                      |
| Bélgica                                                                | 19   | 0                  |                    | 0                  | 0                 | 0                   | 0                | 0                  | 0                   | 0                 | 7                           | 0                              | 0                  | 0                 | 0                | 0                 | 0                   | 0                      |
| Armenia                                                                | 136  | 12                 | 12                 |                    | 12                | 0                   | 12               | 12                 | 8                   | 5                 | 12                          | 0                              | 12                 | 10                | 0                | 10                | 0                   | 7                      |
| Chipre                                                                 | 29   | 0                  | 0                  | 5                  |                   | 0                   | 0                | 0                  | 0                   | 0                 | 0                           | 0                              | 0                  | 0                 | 0                | 12                | 0                   | 0                      |
| Portugal                                                               | 15   | 0                  | 0                  | 2                  | 1                 |                     | 0                | 0                  | 0                   | 0                 | 0                           | 0                              | 0                  | 0                 | 0                | 0                 | 0                   | 0                      |
| Rusia                                                                  | 105  | 1                  | 2                  | 10                 | 5                 | 6                   |                  | 3                  | 6                   | 10                | 3                           | 10                             | 7                  | 2                 | 8                | 4                 | 4                   | 12                     |
| Rumania                                                                | 54   | 0                  | 0                  | 0                  | 8                 | 8                   | 1                |                    | 7                   | 4                 | 0                           | 3                              | 0                  | 1                 | 5                | 2                 | 1                   | 2                      |
| Bulgaria                                                               | 86   | 6                  | 7                  | 6                  | 7                 | 1                   | 3                | 8                  |                     | 7                 | 5                           | 7                              | 3                  | 3                 | 4                | 5                 | 2                   | 0                      |
| Serbia                                                                 | 120  | 7                  | 6                  | 4                  | 6                 | 7                   | 7                | 5                  | 4                   |                   | 8                           | 12                             | 6                  | 12                | 6                | 6                 | 6                   | 6                      |
| Países Bajos                                                           | 39   | 3                  | 10                 | 1                  | 4                 | 0                   | 0                | 0                  | 1                   | 0                 |                             | 0                              | 0                  | 6                 | 2                | 0                 | 0                   | 0                      |
| Macedonia (ARY)                                                        | 111  | 5                  | 3                  | 7                  | 3                 | 10                  | 5                | 10                 | 12                  | 12                | 0                           |                                | 5                  | 7                 | 7                | 0                 | 5                   | 8                      |
| Ucrania                                                                | 56   | 10                 | 0                  | 3                  | 0                 | 3                   | 6                | 1                  | 0                   | 1                 | 0                           | 1                              |                    | 0                 | 1                | 1                 | 7                   | 10                     |
| Suecia                                                                 | 83   | 2                  | 8                  | 0                  | 0                 | 5                   | 4                | 6                  | 2                   | 6                 | 10                          | 6                              | 4                  |                   | 3                | 3                 | 8                   | 4                      |
| Malta                                                                  | 37   | 0                  | 0                  | 0                  | 0                 | 2                   | 0                | 2                  | 3                   | 2                 | 1                           | 4                              | 1                  | 4                 |                  | 0                 | 3                   | 3                      |
| Grecia                                                                 | 14   | 0                  | 0                  | 0                  | 2                 | 0                   | 0                | 0                  | 0                   | 0                 | 0                           | 0                              | 0                  | 0                 | 0                |                   | 0                   | 0                      |
| Lituania                                                               | 33   | 8                  | 1                  | 0                  | 0                 | 0                   | 2                | 0                  | 0                   | 3                 | 2                           | 2                              | 2                  | 0                 | 0                | 0                 |                     | 1                      |
| Bielorrusia                                                            | 137  | 4                  | 5                  | 8                  | 0                 | 12                  | 10               | 7                  | 10                  | 8                 | 4                           | 8                              | 10                 | 8                 | 12               | 7                 | 12                  |                        |
| Todos los participantes reciben 12 puntos al inicio de las votaciones. |      |                    |                    |                    |                   |                     |                  |                    |                     |                   |                             |                                |                    |                   |                  |                   |                     |                        |

#### Máximas puntuaciones
Tras la votación, los países que recibieron 12 puntos (máxima puntuación que podía otorgar el jurado) fueron:
| N. | A               | De                                                              |
| -- | --------------- | --------------------------------------------------------------- |
| 7  | Armenia         | Georgia, Bélgica, Chipre, Rusia, Rumania, Países Bajos, Ucrania |
| 3  | Bielorrusia     | Portugal, Malta, Lituania                                       |
| 2  | Macedonia (ARY) | Bulgaria, Serbia                                                |
| 2  | Serbia          | Macedonia (ARY), Suecia                                         |
| 1  | Chipre          | Grecia                                                          |
| 1  | Georgia         | Armenia                                                         |
| 1  | Rusia           | Bielorrusia                                                     |

## Curiosidades
- Es la segunda vez que Bielorrusia gana el participante que actúa en última posición. (La anterior fue en 2005).
- Portugal quedó en penúltima posición por segundo año consecutivo.

## Controversias
- En los últimos años, la mayoría de los concursos del Festival de la Canción de Eurovisión Junior han implicado cierta controversia debido a las acusaciones de plagio de canciones. Este año no es una excepción, la entrada rusa recibió las reclamaciones de un compositor adulto que ella es el compositor original de la canción.

- Otras afirmaciones fueron hechas de que la canción fue realizada antes de la selección nacional hace un año en agosto de 2006, que supuestamente es una violación de las reglas definidas por la UER. En el momento en que se redactó el presente informe, no se había formulado ninguna resolución al respecto.